# Adam Breitinger
Adam Breitinger, zeitgenössisch auch Adam Breittinger u. ä., war ein leitender kursächsischer Beamter und Reichstagsabgeordneter. Er ist in den Jahren zwischen 1560 und 1567 als Amtsschösser des Amtes Nossen im Erzgebirgischen Kreis nachweisbar. 

## Leben und Wirken
Die Biografie von Adam Breitinger wurde noch nicht intensiver erforscht. 1560 war er zum Beispiel als Amtsschösser an der Schlichtung der finanziellen Irrungen zwischen Merten Stornnigk Edler zu Roßwein und Hans Winther von Magdeburg beteiligt.
1567 nahm er am Reichstag in Regensburg teil.